# حسربن الطويل (ساة)
'

تعديل مصدري - تعديل

حسربن الطويل هي إحدى قرى عزلة ساه بمديرية ساة التابعة لمحافظة حضرموت، بلغ تعداد سكانها 30 نسمة حسب تعداد اليمن لعام 2004.